# Ichneumon pycnocephalus
Ichneumon pycnocephalus là một loài tò vò trong họ Ichneumonidae.